# Lophopyxis
Lophopyxis — рід квіткових рослин, єдиний у родині Lophopyxidaceae.

## Поширення
Поширений на Зондський островах, Новій Гвінеї, Палау та Соломонових островах.

## Опис
Це ліани завдовжки 3–8 м (як виняток може виростати до 30 м). Листя від яйцеподібної до довгастої, верхівково-гострої, гострої форми з клиноподібною або тупою основою. Квітки поодинокі, або переважно скупчені в клубочки. Чашолистки яйцеподібні, зеленувато-білі або жовтуваті, з обох боків волосисті. Пелюстки яйцеподібні, тонкі. Насіння поодиноке, майже циліндричне, загострене, з поздовжньою борозною, розміром 12–15 × 5–6 мм.

## Види
Включає 5 видів, але, переважно, їх вважають синонімами єдиного виду Lophopyxis maingayi.
- Lophopyxis combretocarpa Engl. ex Pax
- Lophopyxis maingayi Hook.
- Lophopyxis pentaptera Engl.
- Lophopyxis pierrei Boerl.
- Lophopyxis schumannii Boerl.